# Edward Szymański (1895–1966)
Adolf
Edward Szymański (ur. 6 września 1895 w Brodowie, zm. 21 listopada 1966 w Bühl w Szwajcarii) – polski politolog i działacz narodowy na Mazurach, poseł na Sejm Ustawodawczy (1947–1952).

## Życiorys
Kształcił się w gimnazjach w Niborku i Królewcu. Początkowo studiował we Wrocławiu, ukończył dwa fakultety na Uniwersytecie w Królewcu. Jako młody student Albertyny Królewieckiej brał udział w I wojnie światowej jako żołnierz niemiecki. Ranny dostał się do niewoli rosyjskiej. W niewoli związał się z ruchem robotniczym i brał udział w Wielkiej Socjalistycznej Rewolucji Październikowej walcząc na ulicach Taszkentu.
Pracę doktorską obronił z tematyki eksploatacji gospodarczej Mazur w państwie pruskim, która w latach 1922–1923 została wydana w formie broszury na terenie RP. W 1921 został doradcą wojewody pomorskiego ds. Mazur, później był wicestarostą w Działdowie oraz p.o. starosty w Chojnicach i Toruniu. W 1926 osiadł w Wierzbowie, gdzie był członkiem kółka rolniczego. Prowadził tam majątek ziemski, który odziedziczyła jego żona po swym ojcu Ferdynandzie Rajtzigu.  Współredagował z „Gazetę Mazurską” i „Kalendarz dla Mazurów”, współpracował z „Mazurem” i „Mazurskim Przyjacielem Ludu”. W 1925 był wraz z Emilią Sukertową-Biedrawiną i Stanisławem Wachowiakiem autorem tzw. memoriału mazurskiego do wojewody pomorskiego. Pełnił obowiązki wiceprzewodniczącego Zrzeszenia Ewangelików Polaków w Działdowie, a w 1931 został prezesem Związku Mazurów. W czasie II wojny światowej więziony w KL Mauthausen-Gusen. Wskutek zabiegów rodziny żony z terenu Niemiec został zwolniony, lecz w roku 1944 ponownie aresztowany i zesłany na roboty. W 1945 r. reaktywował Szkołę Powszechną w Wierzbowie i był w niej pierwszym kierownikiem i nauczycielem. Po 1945 wstąpił do PPR, z ramienia której uzyskał w 1947 mandat poselski z okręgu Olsztyn. Wcześniej był m.in. prezesem Wojewódzkiego Urzędu Ziemskiego oraz reaktywowanego przez niego Instytutu Mazurskiego. Majątek ziemski w Wierzbowie został mu skonfiskowany bez odszkodowania. Po 1956 był przewodniczącym regionalnej komisji ds. wyjazdów autochtonów.
W 1958 opuścił Polskę i wyjechał do Hesji. Zmarł w roku 1966 i został pochowany w Pforzheim (Schwarzwald). Zostawił po sobie syna Karola, doktora medycyny, mieszkającego w Niemczech. Na cmentarzu w Narzymiu znajduje się grób jego drugiego syna, który spoczywa we wspólnej mogile razem z dziadkami Ferdynadem i Heleną Raitzig.